# 진저 스냅 2
진저 스냅 2(Ginger Snaps: Unleashed)는 캐나다에서 제작된 브렛 설리반 감독의 2004년 공포, 스릴러 영화이다. 에밀리 퍼킨스 등이 주연으로 출연하였고 폴라 드본쉬르 등이 제작에 참여하였다.

## 출연

### 주연
- 에밀리 퍼킨스
- 캐서린 이자벨

### 조연
- 타티아나 마슬라니
- 자넷 키더
- 에릭 존슨
- 파스칼 휴튼

## 제작진
- 미술: 토드 체미아스키
- 의상: 알렉스 카바노
- 배역: 카멘 코틱
- 배역: 제니 루이스